# Роже де Балье
Роже де Балье (фр. Roger de Bailleul; ум. 25 сентября 1179) — бенедиктинский монах, настоятель Бекского аббатства.

## Биография
Согласно списку французских католических епархий и аббатств Gallia Christiana, Роже де Балье родился в Балье (Bailleul), от которого и получил имя, но остаётся неясным, который из нескольких городов с таким названием имелся в виду. По другим сведениям, он родился в Ломбардии. По мнению ряда исследователей, причиной подобных разногласий явилась невнятная запись в нормандских хрониках, где из-за отсутствия точки слились в одну фразу предложения о настоятеле Бекского аббатства Роджериусе и о неком уроженце Ломбардии магистре Вакариусе, приглашённом в Англию в 1149 году в качестве преподавателя римского гражданского права.
6 июля 1149 года Роже де Балье избран настоятелем Бекского аббатства в Верхней Нормандии (он стал седьмым аббатом этого монастыря). После гибели в 1170 году Томаса Беккета кафедра примаса Англии несколько лет оставалась вакантной, и в 1173 году кентерберийские монахи избрали архиепископом Кентерберийским Роже де Балье, но тот отказался принять должность, и 5 апреля 1173 года решение о его избрании было отменено.
Умер 25 сентября 1179 года в Бекском аббатстве.